# بول ثيرو
بول ثيروكس (بالإنجليزية: Paul Theroux)‏ (10 أبريل 1941، ميدفورد في الولايات المتحدة)؛ كاتِب، سيناريست وروائي أمريكي. درس في جامعة ماساتشوستس في أمهرست.

## روابط خارجية
- بول ثيروكس على موقع IMDb (الإنجليزية)
- بول ثيروكس على موقع الموسوعة البريطانية (الإنجليزية)
- بول ثيروكس على موقع مونزينجر (الألمانية)
- بول ثيروكس على موقع ألو سيني (الفرنسية)
- بول ثيروكس على موقع أول موفي (الإنجليزية)
- بول ثيروكس على موقع قاعدة بيانات الأفلام السويدية (السويدية)
- بول ثيروكس على موقع إن إن دي بي (الإنجليزية)
- بول ثيروكس على موقع ديسكوغز (الإنجليزية)
- بول ثيروكس على موقع قاعدة بيانات الفيلم (الإنجليزية)
- بول ثيروكس على موقع كينوبويسك (الروسية)